# 王光泰
王光泰（?—?），《清实录》称王光代，与哥哥王光恩、弟弟王昌早年参加明末农民起义，后来被明朝招安，固守郧阳（今湖北郧县）。1645年，与明朝的郧阳抚院徐起元一起投降了清朝。王光恩被任命为襄阳总兵。
1647年四月，王光恩被诬陷逮捕押往北京。清廷想收编他们兄弟的队伍。王光泰、王昌在四月二十九日率领部下兵将七八千人反清，占领郧阳、襄阳地区。联络湖南的南明督师阁部何腾蛟，永历朝廷封王光泰为「钦命提督郧襄等处联络秦豫一带义镇、挂镇武将军印、镇武伯」。
清湖广提督孙定辽亲自带领马兵567名，步兵3333名进剿，结果中伏，全军覆没，本人也被义军击毙。清廷命吏部侍郎喀喀木进攻郧阳，王光泰寡不敌众，退守夔东，成为「夔东十三家军」之一。